# سنكان
سنكان، (SNCAN) (اختصار من Société nationale des constructions aéronautiques du Nord والتي تعني الشركة الوطنية للإنشاءات إيرونوتيكش دو نورد)، والمعروفة باسمها الشائع ، نورد (Nord)، كانت شركة صناعة طائرات مملوكة للدولة الفرنسية في فترة ما قبل وبعد الحرب العالمية الثانية. تم تشكيل الشركة في عام 1936، كواحدة من ست شركات وطنية مملوكة للدولة في إعادة تنظيم للصناعات العسكرية، وقد تم إنشاؤها من خلال تأميم العديد من مصانع الطائرات في شمال فرنسا. وبقت الشركة حتى عام 1954 عندما اندمجت لتشكيل نورد للطيران.

## التاريخ
في أعقاب الإضراب العام عام 1936 للصناعات الثقيلة الفرنسية، قامت حكومة ليون بلوم بتأميم صناعة الحرب الفرنسية في أو قبل 1 أبريل 1937. وأدى ذلك إلى تشكيل ست شركات تصنيع الطائرات المؤممة إقليميا: سنكان (في الشمال)، سنكاو (غرب)، سنكام (جنوب فرنسا)، سنكاك (وسط)، سنكاسو (الجنوب الغربي)، وسنكيس (الجنوب الشرقي). تم إنشاء شركة أخرى، سنسم، (سابقا لورين-ديتريش)، لبناء محركات الطائرات.
تم تشكيل سنكان من مصنع بوتيز في ميولتي في بيكاردي، كامز (CAMS) في سارتروفيل وANF في إيل دو فرانس، و أميوت / سيسم كوديبيك -إن-كوكس وبريغيه لو هافر في نورماندي.
في الفترة التي سبقت الحرب العالمية الثانية استمرت سنكان في بناء طائرات لتصاميم أنشئت تحت ماركيس الأصلي. كما أنتجت العديد من التصاميم والنماذج الجديدة، وعلى الرغم من ذلك فأن نوع واحد فقط، من سلسلة بوتيز 63 دخل الإنتاج الكامل.
بعد سقوط فرنسا أصبحت أصول سانكان تقع في المنطقة المحتلة، وكان العمل في صناعة الطائرات مقيدا، على الرغم من أنه في عام 1944 كانوا قادرين على بناء الطائرة الرياضة الألمانية مي 108، بموجب ترخيص؛ في نهاية الحرب استمر أنتاج الطائرة باسم هذا كما بينغوين.
خلال هذه الفترة اعتمدت سنكان انطلاق «نورد» وابتكرت سلسلة من التصاميم الناجحة، وأشهرها كانت طائرات النقل نورد نوراطلس.
في عام 1949 تم حل مجموعة سنكاك وتم استيعاب العديد من أصولها من قبل سنكان. إلا أن فترة ترشيد أخرى شهدت دمج شركة «سنكان» مع «سفيكماس» (SFECMAS)، وهي شركة أرسنال الجوية الفرنسية التي تمت خصخصتها مؤخرا، وأعيد تسميتها باسم «نورد للطيران»
في وقت لاحق، في عام 1970، اندمجت نورد مع سود للطيران لتشكيل إيروسباتيال، الشركة الرئيسية المصنعة لطائرات الحكومة الفرنسية.

## المنتجات

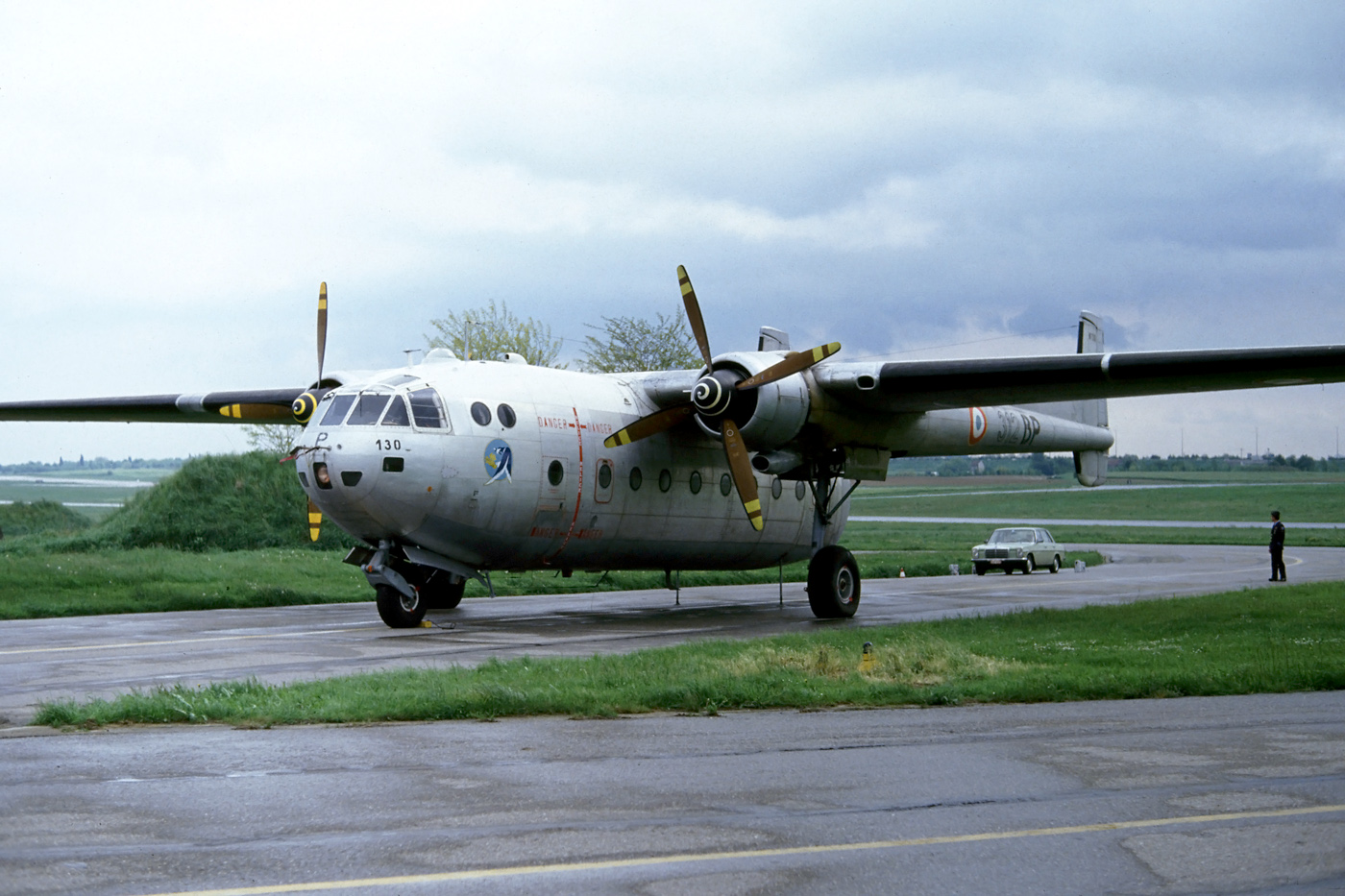
نورد نوراطلس في عام 1983

الطائرات التي صممتها وبنتها سنكان تشمل
- بينغوين، في عام 1944؛
- نوريكرين، طائرة تدريب أحادية السطح بمقصورة ذات 3 مقاعد، في عام 1945
- نوريلان، طائرة تدريب بمقصورة ذات 3 مقاعد، في عام 1948:
- نوريت، a 2-engine air-sea rescue amphibian/قارب طائر برمائي بمحركين، للإنقاذ الجوي والبحري، في عام 1949

في عام 1947 بنت نورد نموذج لقاذفة قنابل، ونوريكلير، وطائرة هليكوبتر نموذجية ذات مقعدين، نوريليك، ولكن لم تدخل حيز الإنتاج.
وفي عام 1947، صممت نورد أيضا طائرة نورازور، وهي نموذج أولي لطائرة نقل ذات محركين، وتبعها طائرة نورد نوراطلس في عام 1949، التي أصبحت طائرة النقل الرئيسية للقوات الجوية الفرنسية في عصرها.

## روابط خارجية
- SNCAN at aviafrance.com (fr)